# Minoría de edad de Isabel II

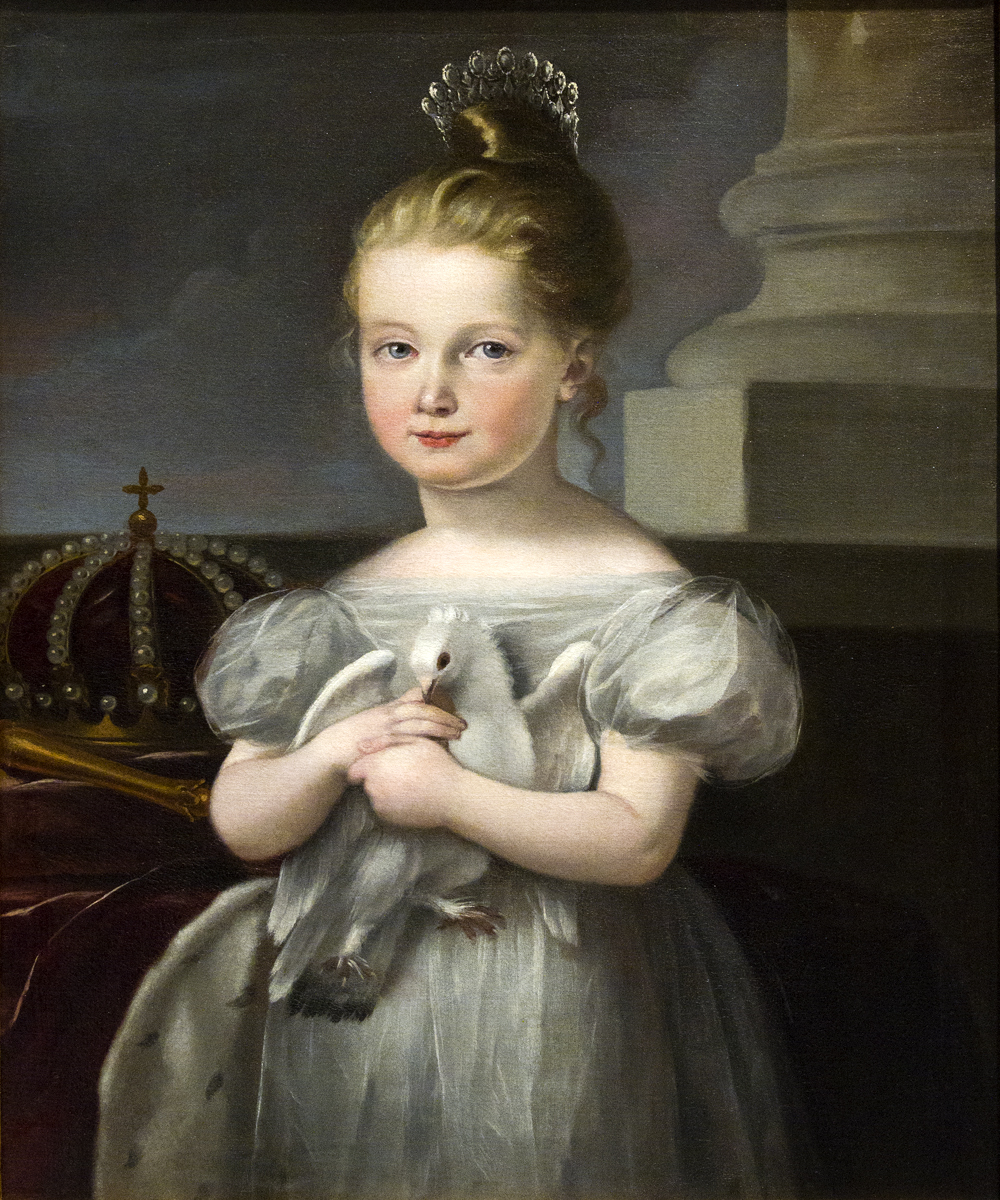
Isabel II, de niña, por José de Madrazo.

La minoría de edad de Isabel II es el período de la historia de España durante el cual Isabel II, a la muerte de su padre Fernando VII, reinó bajo la institución de la regencia de su madre primero, María Cristina de Borbón y del general Baldomero Espartero después, abarcando casi diez años de su reinado, desde el 29 de septiembre de 1833 hasta el 23 de julio de 1843, cuando Isabel fue declarada mayor de edad.
A la muerte de Fernando VII el 29 de septiembre de 1833, su esposa, María Cristina de Borbón, asumió de inmediato la regencia en nombre de su hija, Isabel II, y prometió a los liberales una política distinta a la del fallecido rey. Parte de la sociedad española estaba expectante ante un posible cambio en el reinado que se iniciaba y que incorporase al país los modelos de corte liberal que se desarrollaban en algunas naciones de Europa. La Guerra Carlista y los enfrentamientos entre los liberales del Partido moderado y los del Partido Progresista culminarán con el ascenso a la Jefatura del Estado del general Baldomero Espartero mientras dure la minoría de edad de la futura reina, Isabel II, en un periodo convulso plagado de crisis gubernamentales e inestabilidad social.

## La situación en Europa
En Gran Bretaña, Guillermo IV inicia profundas reformas liberales y el Parlamento es el verdadero motor político de la vida del país. Tras la derrota de España en la batalla de Trafalgar, la extensión del que será poco más tarde el Imperio británico inicia su andadura, sobre todo a partir de 1837 con el ascenso al trono de la Reina Victoria. La democracia se asienta en el país como un modelo incuestionado.
En el continente, disuelta la Santa Alianza desde 1830, Francia había derrocado al absolutismo con la caída de Carlos X y establecido una monarquía constitucional en la persona de Luis Felipe de Orleans, bajo cuyo mandato se impulsa la revolución industrial y la burguesía toma las riendas de la economía nacional.
El absolutismo queda relegado a Prusia, Rusia y Austria, si bien en el primero los impulsos de unificación con la Unión Aduanera de Alemania, alimentados por los liberales, que no cesarán en obtener éxitos parciales en el terreno comercial, abrirán las fronteras y procurarán avances en la nueva sociedad preindustrial.

## La Primera Guerra Carlista

El frente en su momento álgido.

La muerte de Fernando VII provoca una serie de levantamientos y la proclamación de Don Carlos como rey. Los alzamientos están liderados por militares absolutistas que habían sido retirados del ejército o incluso procesados. El primero en alzarse es Manuel Martín González, seguido por Verasategui, Santos Ladrón y Zumalacárregui. Se inicia una cruenta guerra civil caracterizada por la escasa localización geográfica, ya que se desarrolla en País Vasco y Navarra y en algunos pequeños focos en Cataluña, Aragón y Valencia.

### Los bandos
A grandes rasgos se puede definir esta Primera Guerra Carlista como el medio para decidir la continuidad del Antiguo Régimen o el triunfo del liberalismo.
El carlismo defiende el absolutismo. Entre sus filas están la baja nobleza rural, el clero bajo vasco y campesinos vascos y navarros. Los carlistas se unen bajo el grito de «Dios, Patria y Fueros» (la defensa de los Fueros comienza en 1834 por medio de una imposición de la Diputación de Vizcaya a Don Carlos).
Los liberales están liderados por la reina regente María Cristina de Borbón. En un principio son liberales moderados, pero más adelante hay también progresistas. Se pueden considerar liberales las clases medias ilustradas, que tienen que acabar con el Antiguo Régimen.

### El desarrollo de la Guerra
Los alzamientos carlistas de 1833 están seguidos por la creación de juntas o gobiernos locales. Cuando Don Carlos vuelve a España en 1834, intenta crear un gobierno con la Administración Central en País Vasco y Navarra que se convertiría en gobierno nacional finalizada la Guerra. Los carlistas utilizaron la guerrilla por su conocimiento del medio rural y porque las ciudades son liberales. La Primera Guerra Carlista es un enfrentamiento campo-ciudad que tiene tres etapas, de dos años cada una:

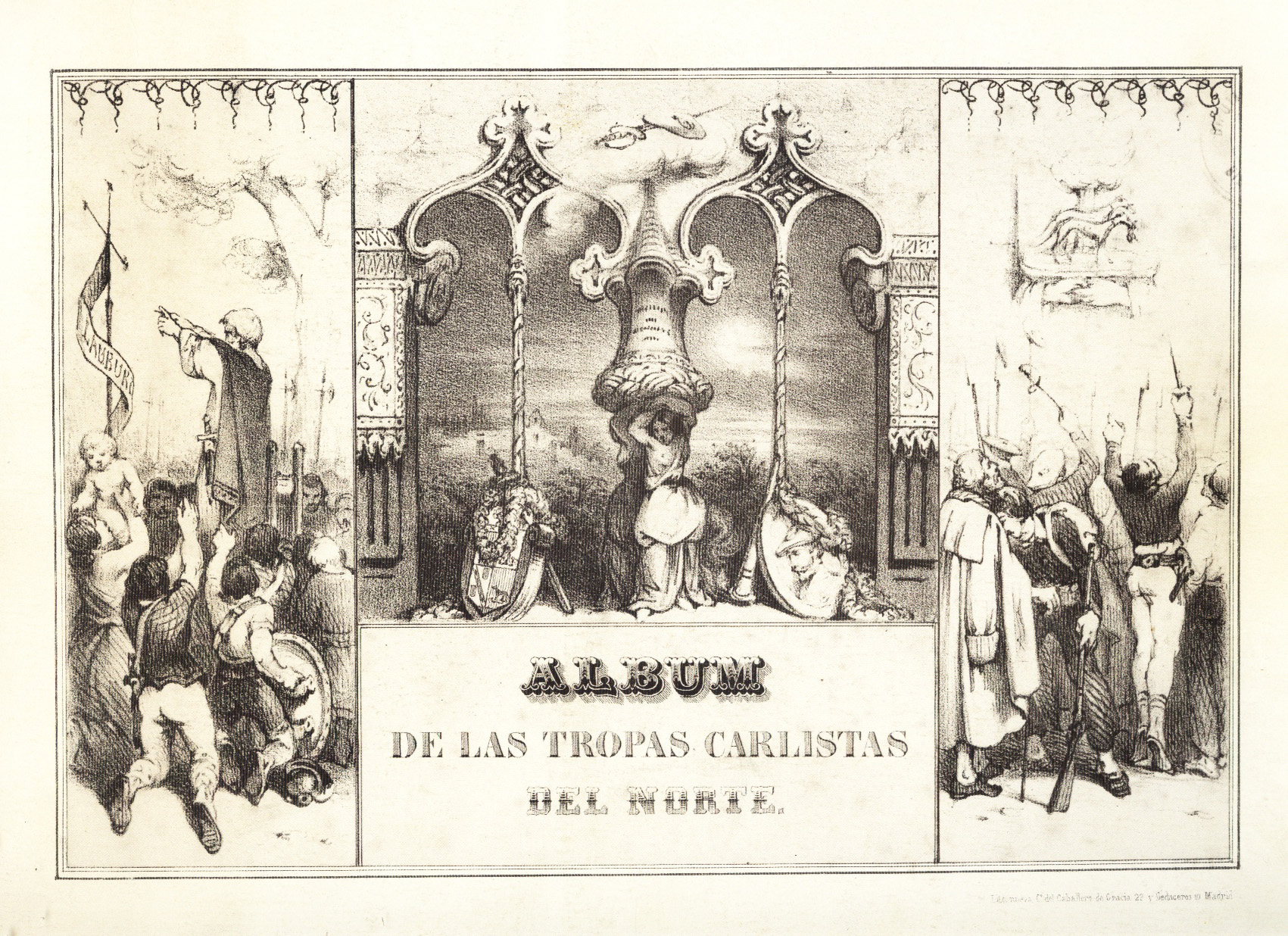
Álbum de las tropas carlistas del norte.

- 1.ª etapa (1833-1835): es dominada por Zumalacárregui, carlista. El ejército liberal es mermado por la guerrilla, lo que obliga a María Cristina a llamar a filas a los progresistas. Don Carlos se plantea en 1835 el asalto de Bilbao, pero Zumalacárregui no apoya este plan porque sabe que la artillería carlista no aguantaría un asedio. Al final el asalto es un fracaso y Zumalacárregui muere.
- 2.ª etapa (1835-1837): Zumalacárregui es sustituido por Cabrera. Ambos bandos optan por el control. Luis Fernández de Córdoba, liberal, intenta crear una línea de contención para aislar a los carlistas, pero esta línea obligaría a cubrir más de 500 km (kilómetros), una zona demasiado extensa. Los carlistas intentan aliviar la presión en País Vasco y Navarra con operaciones en Cataluña y Aragón, aunque no lo consiguen y el resto de la Guerra solo se libra en País Vasco y Navarra.
- 3.ª etapa (1837-1839): desde 1837 la Guerra ya está prácticamente decidida a favor de los liberales. Dentro del bando carlista surge una división entre los que optan por rendirse y firmar la paz; y los intransigentes que quieren seguir luchando. Al final el general Maroto acuerda con los liberales el Convenio de Vergara en agosto de 1839, lo que pone fin a la Guerra, aunque Don Carlos seguiría luchando unos meses más. Además de la paz, el acuerdo asegura la continuidad de los Fueros y permite la integración de los militares carlistas en el ejército regular real.

El personaje más favorecido es el general Espartero, conocido tras su victoria en Luchana como el «Espadón de Luchana». Consigue una gran presencia política y social y un título nobiliario que le convierte en grande de España, y era duque de la Victoria. 

## La regencia de María Cristina

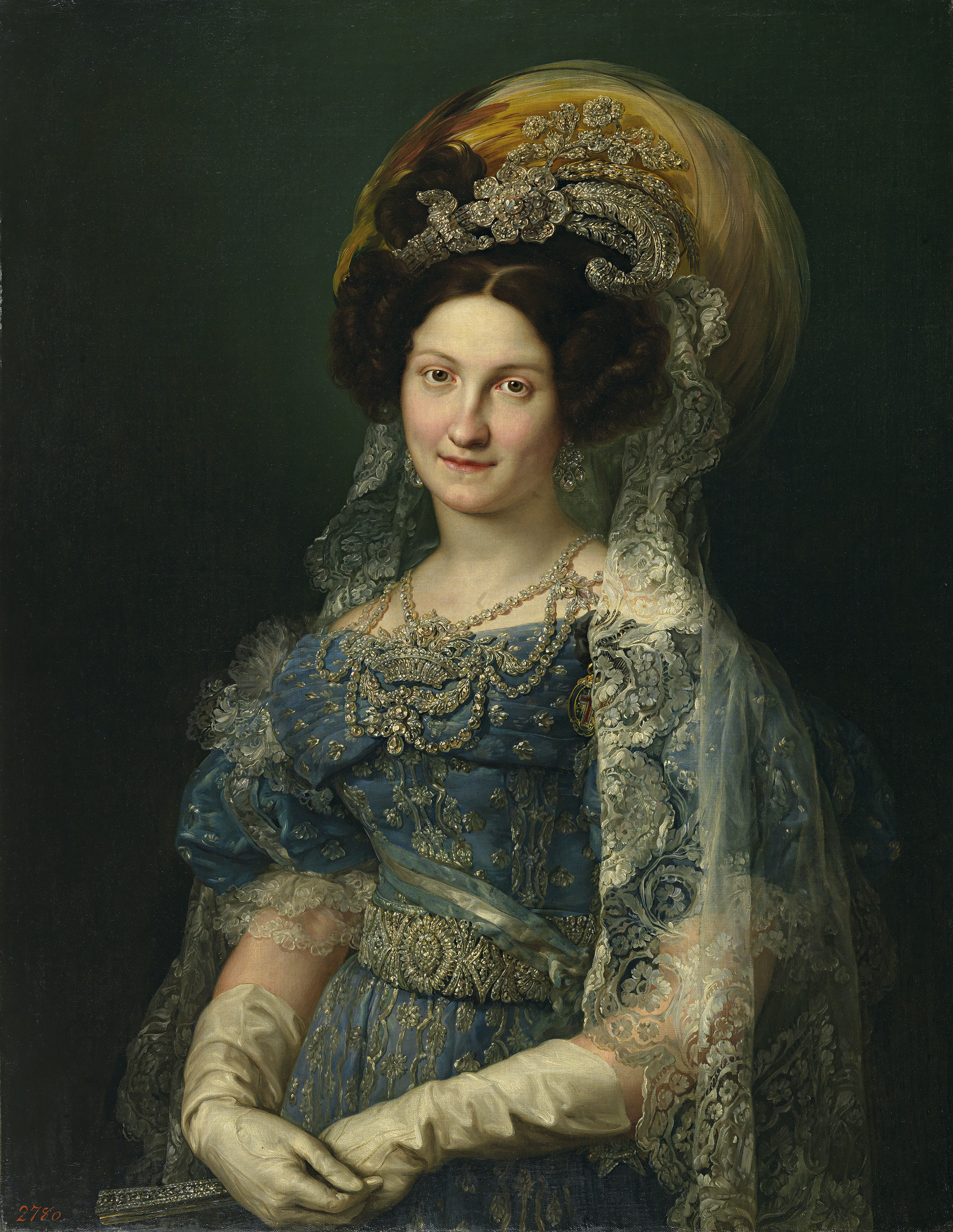
María Cristina de Borbón-Dos Sicilias retratada por Vicente López.

### La controversia de la sucesión

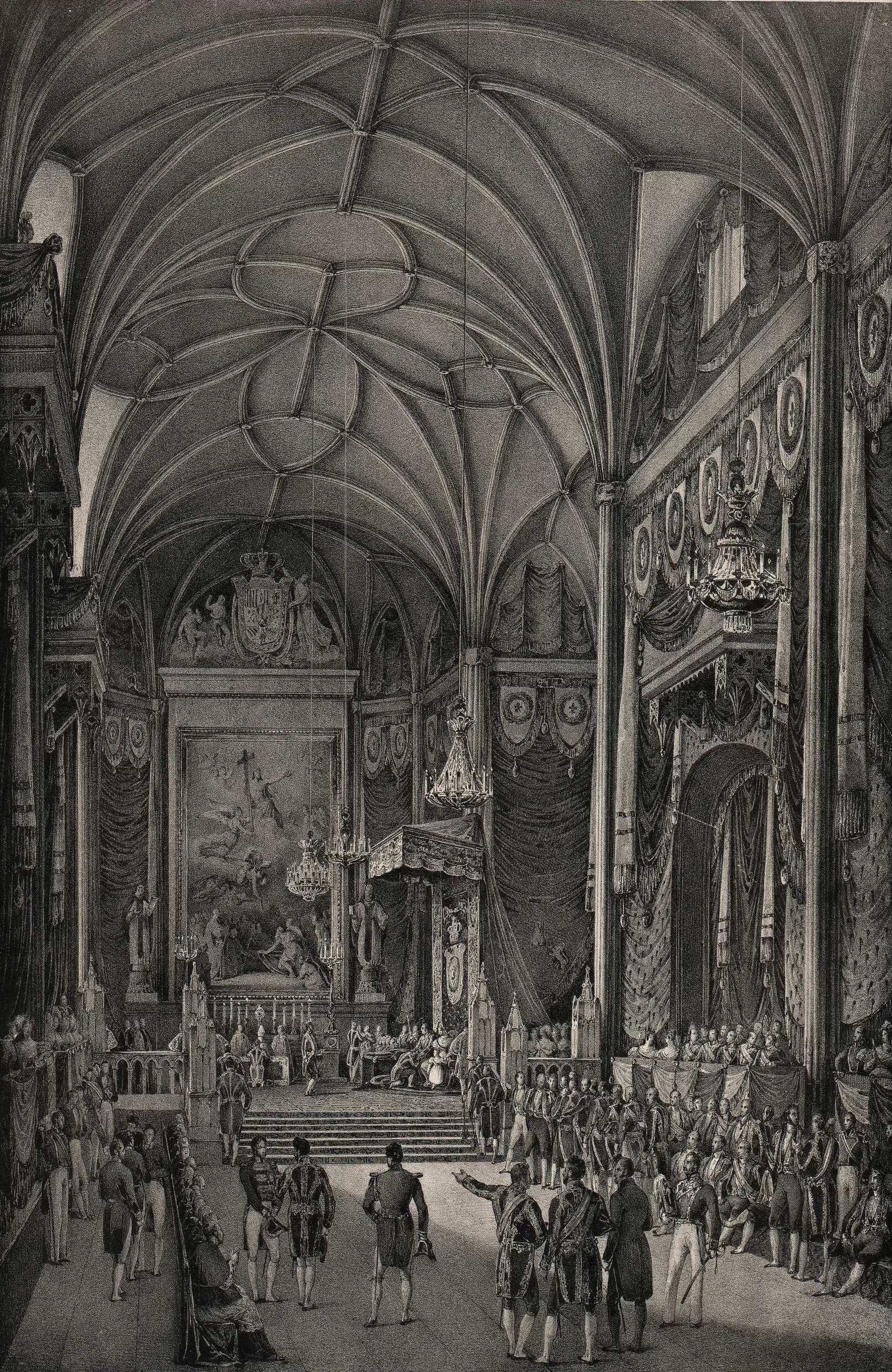
Grabado de la jura de la princesa Isabel por las Cortes reunidas en la Iglesia de san Jerónimo el Real el 20 de junio de 1833.

Durante el reinado de Felipe V se había establecido la exclusión de las mujeres en la línea sucesoria mediante la llamada Ley Sálica. Esta norma había sido revocada en 1789 por Carlos IV, mediante un decreto que no llegó a promulgarse. El 29 de marzo de 1830, mediante la Pragmática Sanción, Fernando VII lo elevó al rango de ley. Ello no fue obstáculo, sin embargo, para que Carlos María Isidro, hermano de Fernando, reclamara sus derechos al trono de España. Fernando VII había previsto la controversia que se adivinaba, y, queriendo el trono para su hija primogénita, la futura Isabel II, nombró Regente a su esposa María Cristina, desterrando a su hermano Carlos por negarse a reconocer como heredera a Isabel.
Antes de morir el Rey, la futura Regente había conseguido separar a los militares partidarios de Carlos de las jefaturas del ejército y se había garantizado el apoyo de los liberales en el exilio, así como el de Francia e Inglaterra. No obstante, Carlos se proclamó Rey de España el 1 de octubre de 1833 con el nombre de Carlos V; contaba con el apoyo expreso de la corona portuguesa, entonces en manos de D. Miguel I, y el silencio cómplice de Austria, Prusia y Rusia. Las tropas españolas invadieron Portugal en un intento de castigar el apoyo al carlismo pero con la mediación de Inglaterra, Carlos se exilió a Gran Bretaña, de donde escaparía en 1834 para presentarse entre Navarra y el País Vasco y acaudillar la Guerra Carlista.
Esta guerra llevaría a María Cristina de Borbón a transformar el régimen para mantenerse en el trono. Este cambio consiste en otorgar poderes a los liberales, con lo cual sucede que la esposa del rey español más absolutista es la que abre el camino del liberalismo.

### Los primeros gabinetes
En 1832, Fernando VII se recupera de una enfermedad y nombra un nuevo gabinete de gobierno liderado por Cea Bermúdez,  vinculado al ala más derechista de los moderados, que inició tímidas reformas administrativas pero que carecía de capacidad e interés para facilitar la incorporación de muchos antiguos ilustrados y liberales al nuevo modelo de desarrollo económico y político. Entre las reformas del gabinete de Cea Bermúdez destacó una nueva división de España en provincias, promovida por el Secretario de Estado de Fomento, Javier de Burgos, destinada a mejorar la administración que, con algunos retoques, se mantiene en la actualidad. 
La ausencia de sintonía entre el liberalismo económico y político y el Gobierno llevó a que la Regente cesara a Cea Bermúdez y al nombramiento de Martínez de la Rosa como nuevo Presidente, en enero de 1834. 

### El Estatuto Real de 1834

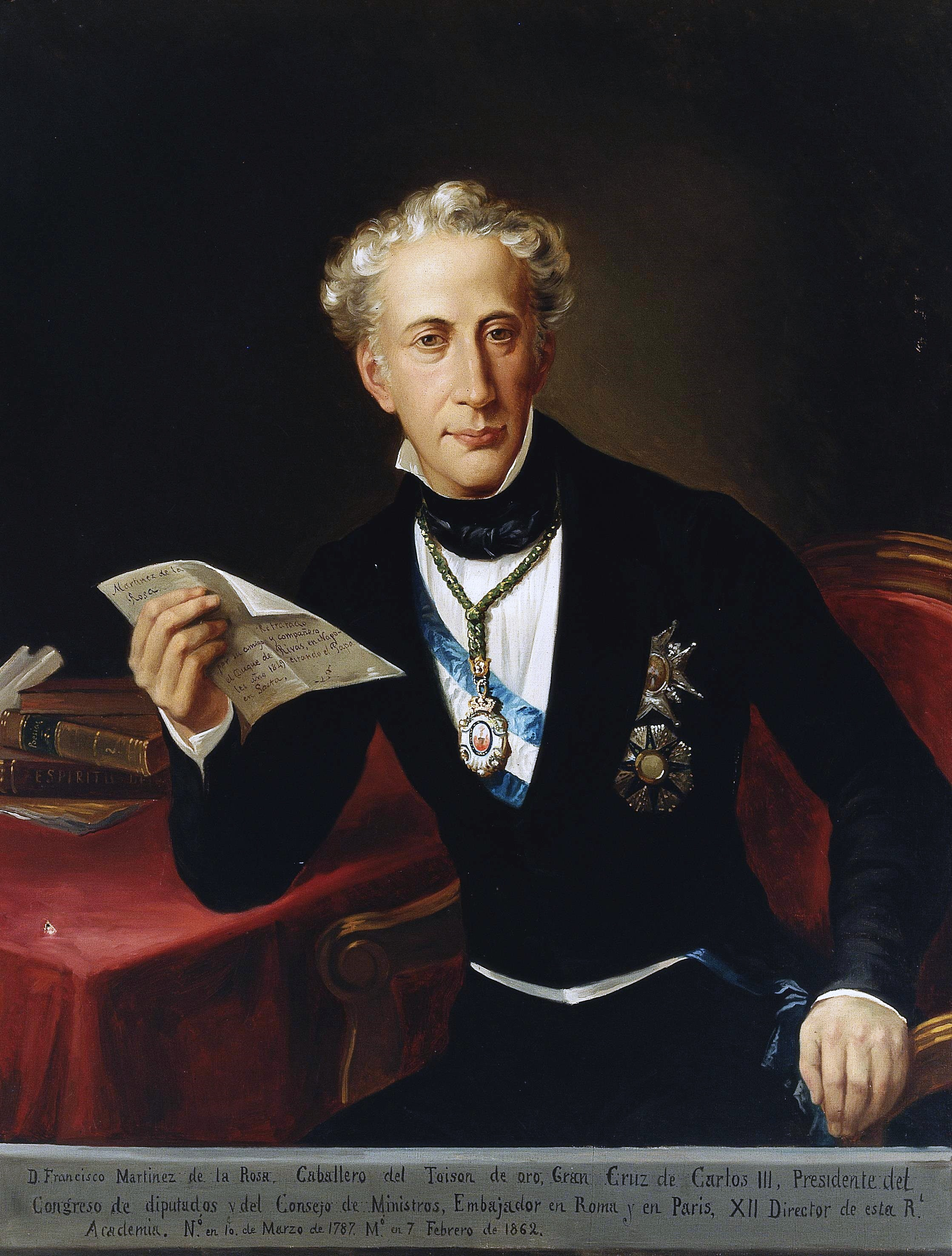
Francisco Martínez de la Rosa en un cuadro conservado en el Ateneo de Madrid.

Tras la muerte de Fernando VII en 1833, varias personas cercanas a la reina insinúan la necesidad de unas nuevas Cortes y un nuevo gobierno, aunque luego María Cristina solo designa un nuevo gobierno a cargo de Francisco Martínez de la Rosa, que había retornado del exilio, trató de aplicar una reforma del clero y promulgó el Estatuto Real en 1834. A modo de carta otorgada, disimulaba el espíritu liberal para no alterar a los seguidores del Antiguo Régimen, dejando sin aclarar si la soberanía nacional residía en el Rey o en las Cortes. El equilibrio político que supuso esta indeterminación terminó por no contentar a unos ni a otros.  
Los progresistas no apoyan a Martínez de la Rosa, al que apodan «Rosita la pastelera». Aunque Martínez de la Rosa pueda parecer conservador, en su momento fue una auténtica revolución, pues la monarquía renuncia al monopolio del poder. El Estatuto Real también es una especie de transacción entre monarquía y liberales para agradecer el apoyo durante la Guerra.
En la práctica el Estatuto Real da a la Corona un gran margen de actuación, pues nombra directamente a muchos diputados en las Cortes y el resto son elegidos solo por los más ricos. El poder ejecutivo es de la reina y el legislativo es de la reina y las Cortes. Las ilusiones liberales se hunden al ver las escasas concesiones que les da la Corona.
El Estatuto Real establece dos cámaras. En una están los representantes no elegidos, los Grandes de España, que entran en las Cortes directamente. Esta cámara de no elegidos es el Estamento de Próceres. La otra cámara, de diputados elegidos bajo sufragio censitario, es el Estamento de Procuradores. Solo les eligen unos 16 000 hombres. El Estatuto Real establece que las Cortes voten impuestos pero no les da la iniciativa legislativa sin el apoyo de la Corona, que tiene además el poder ejecutivo.
Los progresistas no se rinden y utilizan resquicios legales del Estatuto Real para hacer reformas. Se ven favorecidos por los malos resultados de los liberales en los primeros años de la Guerra Carlista, lo que obliga a María Cristina a hacer concesiones. Entre las reformas progresistas están la aprobación de algunos derechos del individuo (libertad, igualdad, propiedad, independencia judicial y responsabilidad ministerial). Al final los progresistas presionan cada vez más a María Cristina, hasta que en 1835 la regente designa un gobierno liberal progresista.
Al mismo tiempo, el clima de enfrentamiento se intensificó a causa de las intrigas de la Regente contra los liberales y una epidemia de cólera que asoló España de sur a norte, generando el bulo de que la Iglesia había envenenado los pozos y canales en los que Madrid se abastecía de agua potable. Los asaltos a conventos e iglesias no se hicieron esperar. Acosado por unos y otros e incapaz de gobernar, Martínez de la Rosa dimitió en junio de 1835.

### El impulso de los liberales y la llegada al poder de los progresistas
Los progresistas llegan al poder mediante la insurrección, con revueltas durante todo el verano de 1835 lideradas por las Juntas y las Milicias. Dada la anarquía del país, la reina regente se ve obligada a nombrar un gobierno progresista, a cargo de Juan Álvarez Mendizábal, que inicia rápidamente una serie de reformas que llevarían a España a convertirse en un Estado más moderno.
El primer objetivo de Mendizábal es conseguir dinero para aumentar los efectivos militares de los liberales y para saldar la deuda pública que el Estado había contraído con los que habían invertido en el Estado. La solución de Mendizábal es la desamortización de los bienes del clero regular y su venta, aunque los estamentos privilegiados se oponen y presionan a María Cristina para que destituya a Mendizábal. La reina accede y echa a Mendizábal, pero se da otro alzamiento violento en verano de 1836 para que vuelva un gobierno progresista: el Motín de La Granja. Se crea un nuevo gobierno progresista en el que Mendizábal es solo Ministro de Hacienda.

### Reformas progresistas (1835-1837)
El gran protagonista es Mendizábal. En 1823, tras el Trienio Liberal, se había exiliado. Durante su exilio en Europa entró en contacto con las ideas más liberales. Tiene una nueva concepción jurídica del derecho de propiedad basada en las teorías de Adam Smith y en las teorías capitalistas. Según Mendizábal, para hacer de España un país liberal, económica y políticamente hablando, se tienen que dar los siguientes pasos: la eliminación del régimen señorial, la desvinculación de las tierras (acabar con el mayorazgo), y la desamortización eclesiástica y civil. Entonces se podría realizar la revolución agrícola, con un aumento de rendimiento que produciría excedente para invertir en la industria.
El régimen señorial es eliminado en agosto de 1837. Los señores pierden la jurisdicción, pero conservan la propiedad de la tierra si demuestran que es suya. Los señoríos se convierten en explotaciones capitalistas. También se elimina el mayorazgo, por lo que muchos nobles mejoran su situación económica vendiendo tierras.
Lo más importante es la desamortización eclesiástica, que se lleva a cabo mediante la «Ley del voto de confianza», para tomar decisiones sobre la guerra sin necesidad de decidirlas en las Cortes. La desamortización se realiza mediante un decreto sin debate en las Cortes. Mendizábal aprovecha para reformar el clero regular, con dos decretos.
El primero, de febrero de 1836, es el Decreto de Extinción de Regulares, que establece la eliminación universal de las órdenes del clero regular varón. Solo se salvan los colegios de misioneros y las órdenes hospitalarias. Con respecto al clero regular femenino, se decreta la supresión de conventos y, en algunos, se fija una comunidad máxima de veinte monjas. Además se prohíbe la coexistencia de dos conventos de la misma orden dentro del mismo núcleo de población; y también se prohíbe admitir novicias y que los hermanos sean sacerdotes. Los que eran sacerdotes son ahora párrocos del clero secular, y a los hermanos legos se les deja en la sociedad civil, sin compensación. Todas las posesiones de las órdenes eliminadas y reformadas pasan a ser bienes nacionales.
El segundo decreto, de marzo de 1836, es el Decreto de venta de bienes nacionales. Mendizábal argumenta que resuelve el problema de la Hacienda salvando deuda pública; justifica una reforma socioeconómica basada en el libre mercado, fomentando el interés individual; y dice que esta venta de bienes crearía un grupo amplio de apoyo a la causa isabelina.
Después de este decreto se establece el sistema de venta de bienes nacionales. Se rechaza el sistema de venta a plazos, que es la única posibilidad para los colonos de ser propietarios; y se aprueba el sistema de subasta pública, en el que solo participan los más ricos. Cuanto mayor es la puja, más se libera la deuda pública.
Toda esta acción reformadora va acompañada de una serie de leyes que aseguran el libre mercado. Para ello, se da libertad en la forma de explotación de la tierra y libre circulación de bienes agropecuarios e industriales; se eliminan los derechos de la Concejo de la Mesta,, entre los que se encuentran el de libre paso y libre pasto; se dan permisos para vallar explotaciones agrícolas; se da libertad en los contratos de arrendamiento sobre tierras; se dan libertad de almacenamiento y precio (controlado solo por oferta y demanda).
Los liberales se sintieron fuertes y se movilizaron en manifestaciones de protesta por toda la península que en muchas ocasiones se convirtieron en graves altercados. La prensa, de marcada tendencia progresista, no ahorró críticas al Gobierno y se mostró favorable a un sistema más democrático, con un mayor papel del parlamentarismo. La Regente, no obstante, ofreció la Jefatura del Gobierno a José María Queipo de Llano, quien, tres meses después de aceptar, presentó su dimisión a causa de los violentos enfrentamientos que se produjeron en Barcelona y de un levantamiento que formó juntas revolucionarias similares a las del período de la Guerra de la independencia. Estas juntas se unieron a la Milicia Nacional y tomaron el control de distintas provincias. Los revolucionarios presentaron a la Regente un pliego de condiciones en el que exigían una ampliación de la Milicia, libertad de prensa, una revisión de la normativa electoral que permitiese el acceso al voto a más cabezas de familia, y la convocatoria de Cortes Generales.

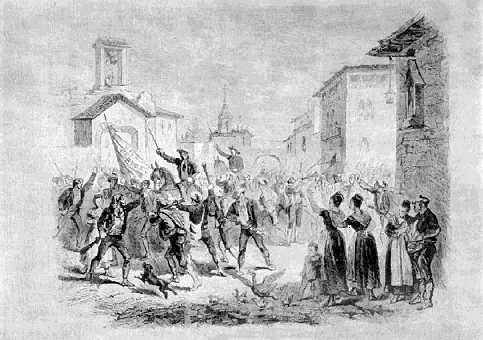
El alzamiento carlista marcará todo el periodo de las regencias y dificultará la tarea de los gobiernos liberales. Dibujo del paso del Infante Don Carlos por Navarra en 1833.

María Cristina se sintió obligada a otorgar el gobierno a Mendizábal, en un intento por paliar la grave crisis y hacer un gesto a los progresistas. Consciente el nuevo Presidente de la situación, llegó a un acuerdo con los liberales: las juntas revolucionarias debían disolverse e integrarse en el organigrama administrativo del Estado, dentro de las diputaciones provinciales, a cambio de las reformas políticas y económicas que se comprometía a llevar a cabo. Obtuvo de las Cortes poderes extraordinarios para llevar adelante reformas en el sistema que se concretaron en una modificación sustancial de la hacienda pública y el sistema fiscal para garantizar un Estado saneado capaz de afrontar sus obligaciones, atender los empréstitos y obtener nuevos créditos, además de la desamortización de buena parte de los bienes de la Iglesia católica, con la finalidad de permitir allegar al comercio bienes hasta entonces improductivos.
Entre las medidas que pretendía llevar a cabo Mendizábal se encontraba una amplia remodelación del ejército, que incluía como primer paso un cambio en los altos mandos, muy vinculados a los sectores más reaccionarios. Aunque los efectivos militares aumentaron a 75 000 nuevos hombres y se destinó a la Guerra Carlista una mayor aportación de 20 millones de pesetas, la reordenación no gustó a la Regente, quien a causa de ella perdía autoridad en las fuerzas armadas. Destituido Mendizábal tras una campaña de desprestigio, fue nombrado Presidente del Consejo de Ministros Francisco Javier de Istúriz, un progresista que había regresado del exilio y había evolucionado hacia posiciones mucho más moderadas y contrarias al proceso de desamortización, colocándose como hombre de la camarilla de la Regente. Tras disolver las Cortes en busca de unas nuevas que le legitimaran y apoyasen una constitución distinta del Estatuto Real, aún más conservadora, sus deseos se vieron abruptamente interrumpidos por el Motín de la Granja de San Ildefonso que pretendía y obtuvo que la Regente restituyera la Constitución de 1812 y derogase el Estatuto. Istúriz cesó el 14 de agosto de 1836, apenas tres meses después de su nombramiento.

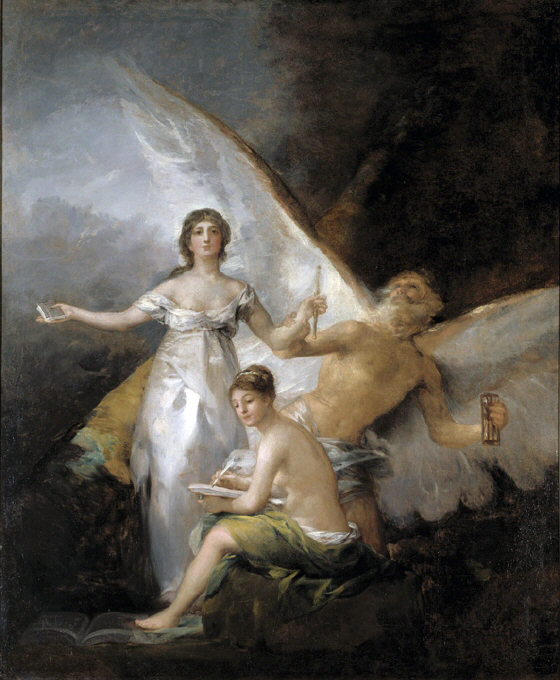
Alegoría de la Constitución española de 1812. Cuadro de Francisco de Goya y Lucientes que se conserva en el Museo de Estocolmo.

El nuevo presidente del Gobierno fue José María Calatrava, que nombró ministro de Hacienda a Mendizábal, en una línea continuista. Este aprovechó para concluir el proceso desamortizador y la supresión de los diezmos. Calatrava impulsó una política social que le permitió aprobar la primera ley de España que reguló y reconoció la libertad de imprenta. Pero la labor más importante fue la adecuación de la Constitución de 1812 a la nueva realidad en la que se había comprometido por Real Decreto la Regente durante el Motín de la Granja, con la aprobación de la Constitución de 1837.

### Constitución de 1837

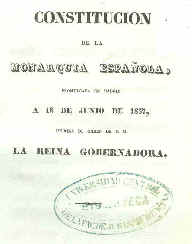
Constitución española de 1837.

Tras el Motín de La Granja, el gobierno progresista convoca unas Cortes extraordinarias constituyentes, que tienen dos opciones; reformar la Constitución de 1812 o crear una nueva. Esto daría lugar a la Constitución de 1837, que conllevaría un nuevo sistema político hasta 1844. Además, las reformas que plantea dan lugar a una sociedad clasista. El partido progresista, «heredero directo» de los doceañistas, se propone la reforma de la Constitución de 1812, pero en realidad da nacimiento a una Constitución nueva que quiere ser de consenso y por tanto aceptable para los moderados. Este moderantismo se ve a la hora de decidir la forma de gobierno, porque eligen una monarquía constitucional de carácter liberal doctrinario: el papel ejecutivo de la Corona es reforzado. Solo están de acuerdo con los doceañistas en la proclamación de la soberanía nacional, de la cual surge la constitución sin actuación de la Corona. Pero la afirmación del principio de la soberanía nacional no se hace en el articulado, como ocurría en la Constitución de 1812, sino que aparece en el preámbulo.
La Constitución de 1837 establece unas Cortes bicamerales: el Senado, designado por la reina; y la Cámara Baja, elegida por sufragio censitario. La Corona puede disolver las Cortes, en las que actúa como moderadora, y vetar las leyes. Es el primer poder del Estado, aunque tiene poderes limitados por las Cortes, que están en un plano inferior.
Las razones que llevan a los progresistas a hacer esta constitución han dado lugar a un debate en la historiografía. Una de las ideas más seguidas es que los progresistas, con todo el poder, rompen el exclusivismo político entre progresistas y moderados, crean una constitución transaccional, para que tenga cabida la Corona. Esta teoría considera la Constitución de 1837 como el precedente de la canovista de 1876. Es seguida por Suanzes-Carpeña y Miguel de Artola.
Otra idea de algunos historiadores es que el exclusivismo es accidental, y que los progresistas no se atrevieron a plantear otro sistema que fuera distinto a la monarquía constitucional. No pensaron ni en monarquía parlamentaria ni en república. Esta segunda idea es defendida por Javier Tusell.
Otra tercera propuesta dice que en el fondo el partido moderado y el progresista defienden lo mismo, son iguales, y que lo único que les diferencia es el ritmo de las reformas. En cuanto al modelo social que defienden, es una España mesocrática, de propietarios capitalistas y libre mercado.
Al margen de este debate sobre la Constitución de 1837, el gran problema del liberalismo es el atraso económico del país, por lo que la clase media es muy débil. El liberalismo tiene enemigos por la derecha, los absolutistas; y por la izquierda, los partidarios de una revolución social. Mientras tanto, lo único que interesa a los liberales es mantener lo que han conseguido. Progresistas y moderados saben que el orden no se puede mantener sobre un parlamento inseguro con muchas alternancias, por lo que optan por fortalecer el poder ejecutivo, lo que ofrece dos posibilidades: un régimen autoritario en manos de un militar o fortalecer la Corona. Dentro de la segunda opción los progresistas contemplan una monarquía con todos los poderes, pero quieren como rey a alguien a quien poder controlar.
Aunque en principio se trataba de reformar la Constitución de 1812, la de 1837 fue una Constitución completamente nueva, elaborada sobre la base de un cierto consenso que procuraba superar la discusión entre progresistas y moderados respecto a la cuestión de la soberanía nacional. El texto, muy corto, reconoció el poder legislativo a las Cortes —en un sistema bicameral con el Congreso de los Diputados y el Senado— junto al Rey, a quien correspondían las prerrogativas propias del Jefe del Estado y del poder ejecutivo, y que delegó más tarde en la Presidencia del Consejo de ministros, pero reservándose gran capacidad de maniobra, como la disolución de las Cámaras. El texto amparaba la libertad de imprenta, entre otros derechos individuales.

### Los carlistas a las puertas de Madrid
La Constitución se elaboró mientras los carlistas habían tomado Segovia y se encontraban a las puertas de Madrid. Azara dimitió poco después de aprobarse la Constitución.

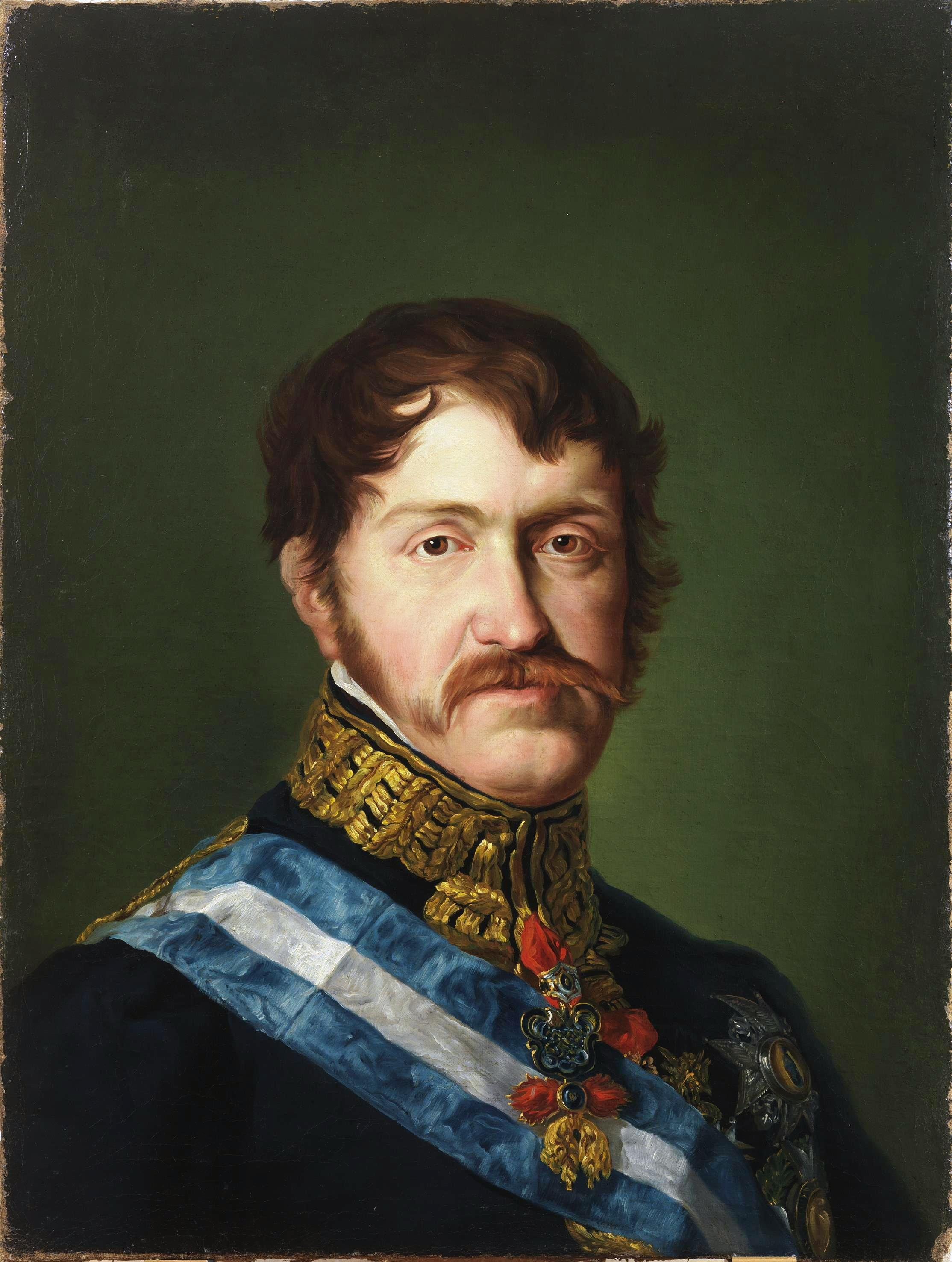
El Infante Don Carlos.

Desde 1833, los carlistas estaban en guerra contra los cristinos. Se habían hecho fuertes en el País Vasco, Navarra y Cataluña, fundamentalmente, con un apoyo inicial de unos 70 000 hombres, aunque los alzados en armas eran muchos menos. El 14 de noviembre de 1833, las Juntas de Álava y Vizcaya nombraron a Tomás de Zumalacárregui jefe de sus ejércitos. El ejército cristino contaba en ese momento con unos 115 000 hombres, aunque solo unos 50 000 se encontraban con capacidad de combatir. En el futuro se debió movilizar a cerca de medio millón para enfrentarse victorioso a las tropas carlistas. El Infante Don Carlos, fugado de su exilio inglés, se instaló entre Navarra y el País Vasco, y desde allí dirigió la contienda, fijando la capital en Estella.
Tras los éxitos iniciales, Zumalacárregui perdió la Batalla de Mendaza el 12 de diciembre de 1834 y se retiró hasta una nueva incursión en la primavera de 1835 que obligó a los seguidores de la Regente a situarse más allá del río Ebro. Durante el sitio de Bilbao, el 15 de junio de ese año, Zumalacárregui sufrió heridas de combate que le provocaron la muerte días más tarde. En el verano de 1835, los isabelinos al mando del general Fernández de Córdova trataron de aislar a los carlistas en el norte pero solo consiguieron mantener el control de las ciudades más importantes.
La muerte de Zumalacárregui provocó una estabilización de los frentes, salvo la incursión de 1837 hasta las puertas de Madrid. El general Baldomero Espartero fue el encargado de dirigir a las tropas fieles a la Regente y evitar la acometida de la Expedición Real que se aproximó a Madrid, hasta que el 29 de agosto de 1839, firmó la paz con el general carlista Rafael Maroto en lo que se conoce como el Abrazo de Vergara.

### Las formaciones políticas en pugna
El Partido Progresista defendía una soberanía nacional que residiera únicamente en las Cortes Generales, lo que les ponía enfrente de las tesis monárquicas, aunque su intención no fuera la instauración de una República. Organizó una Milicia Nacional muy contestada por los moderados que veían en ella el fin del ejército de los notables. En materia económica, se apoyaron en las tesis de Mendizábal y Flórez Estrada, con los procesos desamortizadores, la abolición de los mayorazgos y la apertura del comercio y el librecambismo.
En 1849, se formó el Partido Democrático, más ambicioso que los progresistas y que pretendía el sufragio universal masculino frente al sufragio censitario, la legalización de las incipientes organizaciones obreras y un reparto justo de la tierra para los agricultores, ya que la desamortización había cambiado de manos los bienes pero no había aportado tierra a los campesinos.
Los moderados se presentaban como los que contenían a los liberales en su afán de destruir la monarquía y el Antiguo Régimen. Sus miembros eran en su mayoría nobles, aristócratas, altos funcionarios, abogados y miembros de la Corte y el clero. Se atribuían un concepto de soberanía nacional compartido entre el Rey y las Cortes con unos pretendidos «derechos históricos» y «costumbres antiguas».

### El trienio moderado (1837-1840)
Bien fuera por la ofensiva carlista o por la propia debilidad de los partidos políticos o por ambos fenómenos, la sucesión de Calatrava llevó a la Presidencia del Consejo de Ministros a tres hombres del ala más moderada del liberalismo en menos de un año.
El primero fue Eusebio Bardají Azara, que accedió tras la renuncia al cargo de Espartero, quien prefirió seguir la campaña militar, y obtuvo aún más prestigio al bajar de Navarra con sus hombres para defender la capital de las tropas carlistas del general Juan Antonio de Zaratiegui, al que venció. Azara dimitió, descontento con la posición de la Regente, que trataba por todos los medios de granjearse las simpatías de los hombres de Espartero. Le siguieron en el cargo Narciso de Heredia y Bernardino Fernández de Velasco. No obstante, el 9 de diciembre de 1838, fue nombrado Evaristo Pérez de Castro. El nuevo presidente estableció reformas en la administración local que permitieron cierto nivel de intervencionismo estatal, y al mismo tiempo trató de conciliar los aspectos más negativos de la desamortización de Mendizábal con la Santa Sede, especialmente receloso con la Corona española desde la muerte de Fernando VII.

### La «revolución de 1840» y el fin de la regencia de María Cristina

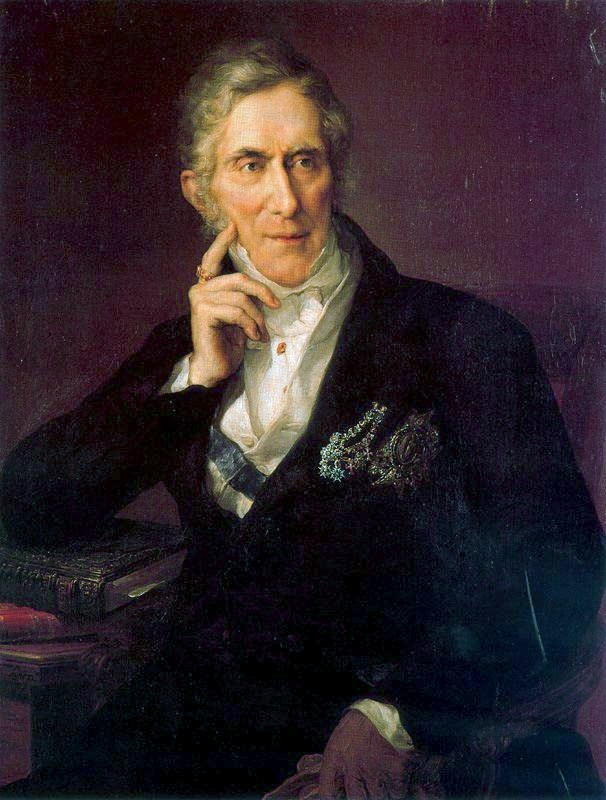
Evaristo Pérez de Castro, presidente del gobierno moderado que impulsó la Ley de Ayuntamientos de 1840

La idea de la alternancia pacífica en el poder entre moderados y progresistas sustentada en la Constitución de 1837 se frustró cuando el gobierno moderado de Evaristo Pérez de Castro presentó un proyecto de Ley de Ayuntamientos en el que el nombramiento del alcalde correspondía al gobierno que lo escogería entre los concejales electos, lo que, según los progresistas, era contrario al artículo 70 de la Constitución («Para el gobierno de los pueblos habrá Ayuntamientos nombrados por los vecinos a quienes la ley conceda este derecho»), por lo que los progresistas recurrieron a la presión popular durante el debate de la ley —una algarada en Madrid terminó con la invasión de las tribunas del hemiciclo del Congreso de los Diputados desde donde se gritó e insultó a los diputados moderados— y, cuando la ley fue aprobada sin admitir sus enmiendas, optaron por el retraimiento y abandonaron la Cámara, con lo que cuestionaron la legitimidad a las Cortes. Inmediatamente, los progresistas iniciaron una campaña para que la regente María Cristina no sancionara la ley bajo la amenaza de no acatarla -es decir, bajo la amenaza de la rebelión- y cuando vieron que la regente estaba dispuesta a firmarla dirigieron sus peticiones al general Baldomero Espartero, el personaje más popular del momento tras su triunfo en la Primera Guerra Carlista y que se mostraba más próximo al progresismo que al moderantismo, para que evitara la promulgación de esa ley contraria al «espíritu de la Constitución de 1837».
La radical oposición de los progresistas a la Ley de Ayuntamientos —hasta el punto que les hizo abandonar la «vía legal» para optar por la «vía revolucionaria»— se debió, según Jorge Vilches, a la importancia que tenía la figura del alcalde en la elaboración del censo electoral —el ayuntamiento era el que daba las cédulas electorales— y en la organización, dirección y composición de la Milicia Nacional, lo que les hacía temer a los progresistas que sus posibilidades de acceder al gobierno mediante las elecciones serían prácticamente nulas, además de que se pondría en manos de los moderados la milicia cuya existencia para los progresistas era esencial para la «vigilancia de los derechos del pueblo».
La Regente era consciente de que el sistema se encontraba en una grave crisis y se trasladó a Barcelona en unas pretendidas vacaciones con Isabel para aliviar las dolencias dermatológicas de la niña y se entrevistó con Espartero. Este para aceptar la Presidencia del Consejo de Ministros exigió que María Cristina no sancionara la Ley de Ayuntamientos, así que cuando el 15 de julio de 1840 firmó la ley, porque dar marcha atrás en algo que ya había anunciado públicamente que iba a hacer supondría el sometimiento a Espartero, este le presentó la renuncia de todos sus grados, empleos, títulos y condecoraciones. El gobierno de Pérez de Castro dimitió el 20 de julio. Le siguieron cuatro fugaces gobiernos.

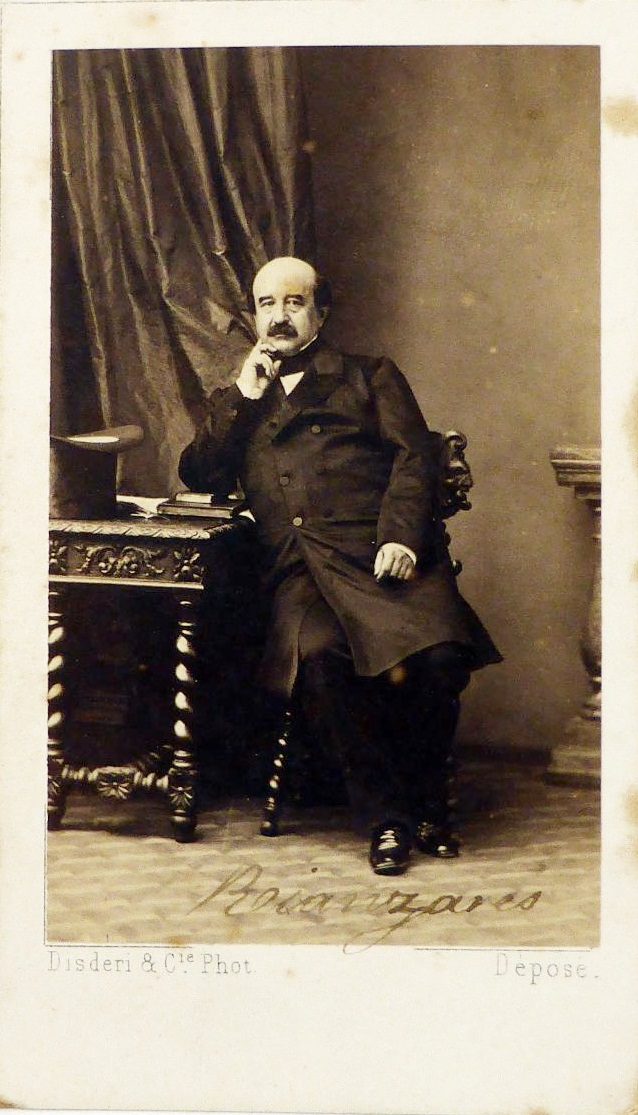
Agustín Fernando Muñoz y Sánchez, marido morganático de la regente María Cristina de Borbón.

En Barcelona y Madrid se sucedieron los altercados entre moderados y progresistas, entre partidarios de la Regente y de Espartero. En esta situación María Cristina no consideró conveniente permanecer en una Barcelona regida por los progresistas y donde no había encontrado el apoyo que esperaba y se trasladó a Valencia. Espartero trató de aparentar que defendía a la Regente, con lo que el 22 de julio dictó un bando en el que declaraba el estado de sitio en Barcelona que fue levantado el 26 de agosto.
A partir del 1 de septiembre de 1840 estallaron revueltas progresistas por toda España en las que se formaron «juntas revolucionarias» que desafiaron la autoridad del gobierno. La primera en constituirse fue la de Madrid encabezada por el propio Ayuntamiento que publicó un manifiesto en el que justificaba su rebelión como una defensa de la amenazada, según ellos, Constitución de 1837 y en el que exigían que se suspendiera la promulgación de la ley de Ayuntamientos, se disolvieran las Cortes y se nombrara un gobierno «compuesto por hombres decididos».
Entonces María Cristina ordenó al general Espartero que reprimiera la rebelión —que sería conocida también como la «revolución de 1840»— pero este se negó, por lo que la regente no tuvo más remedio que aceptar el nuevo gobierno presidido por el general Espartero y compuesto de progresistas. El programa que presentó no solo contemplaba la suspensión de la aplicación de la ley de Ayuntamientos y la disolución de las Cortes sino la renuncia de María Cristina a la Regencia. En el escrito que envió a la regente se decía: «Hay Señora, quien cree que Vuestra Majestad no puede seguir gobernando la nación, cuya confianza dicen ha perdido, por otras causas que deben serle conocidas mediante la publicidad que se les ha dado», en referencia al matrimonio secreto de María Cristina con Agustín Fernando Muñoz y Sánchez contraído tres meses después de la muerte de su esposo, el rey Fernando VII. «María Cristina entendió que había perdido toda su autoridad y que su continuidad como regente hacía peligrar el trono de su hija, por lo que renunció a la Regencia, pidiendo a Espartero que se encargara de la misma». Era el 12 de octubre de 1840.

## La regencia de Espartero

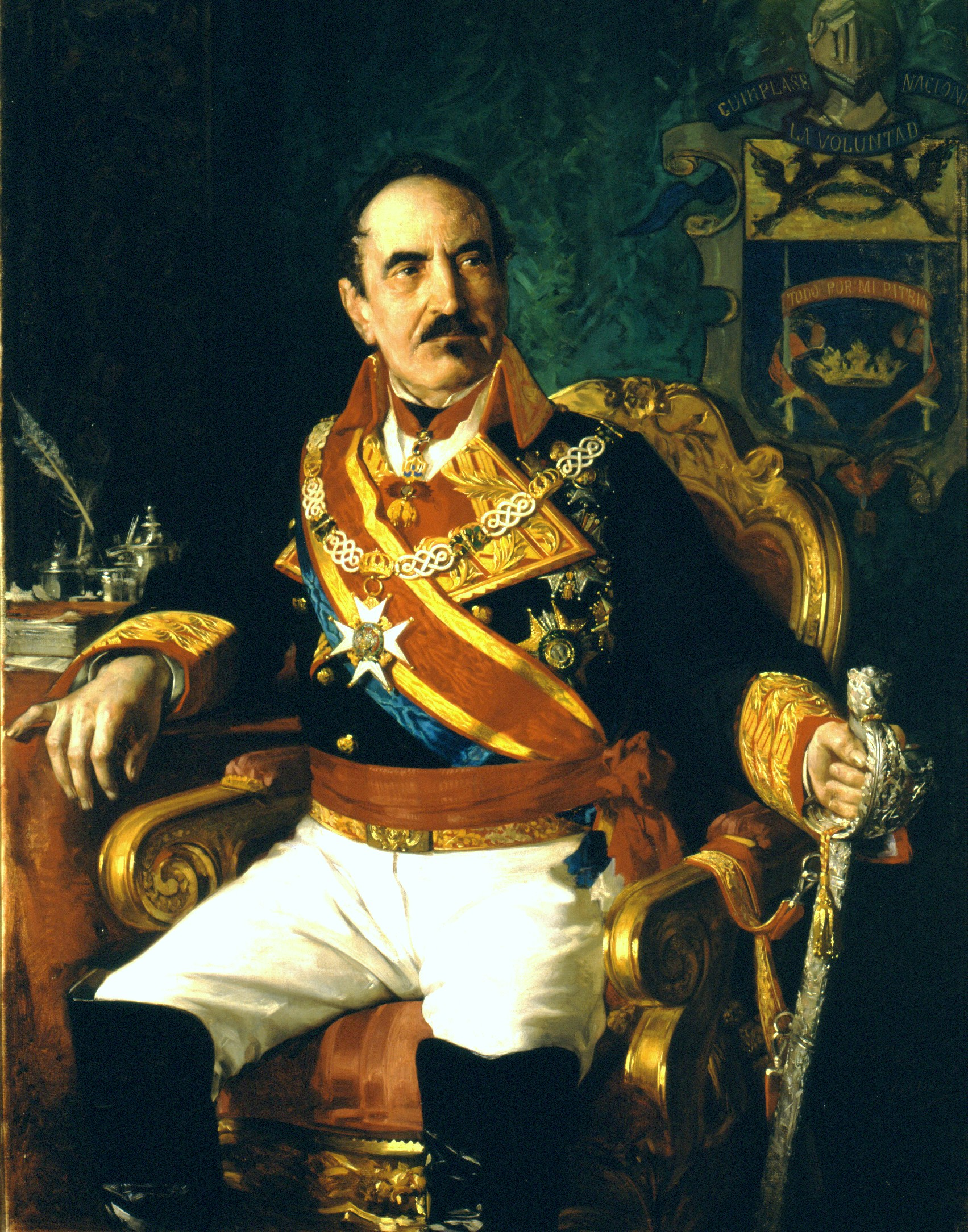
General Baldomero Espartero.

Con la llegada del general Espartero al poder tras la «revolución de 1840», el gobierno de España es ocupado por primera vez por un militar, situación que se haría frecuente a lo largo de los siglos XIX y XX.

### Proceso de formación
Esta regencia viene marcada por dos hechos importantes: en 1840, tras la Primera Guerra Carlista, se da un alzamiento revolucionario que quita a María Cristina de la regencia; y en 1843, con trece años, la princesa Isabel es declarada mayor de edad y empieza a reinar. Es un periodo progresista, pues sigue vigente la Constitución de 1837, en la que hay un gran dominio de la jefatura de Estado, en manos del general Espartero, nacido en la provincia de Ciudad Real a finales del siglo XVIII de familia más bien humilde (su padre era artesano y él era el menor de ocho hermanos). Ante las escasas perspectivas de futuro, ingresó en un convento dominico. El estallido de la Guerra de Independencia hace que abandone el convento y se haga militar. En un principio forma parte del cuerpo de ingenieros, pero lo deja porque era muy elitista y no podría ascender. Pasa al cuerpo de infantería, donde no importaba tanto el origen social. Al terminar la Guerra de Independencia se une a las expediciones militares que van a América para acabar con los independentismos y allí consigue un rápido ascenso, hasta llegar a ser brigadier, que equivale a general.
Cuando vuelve a España, en plena Década Ominosa, tiene una gran reputación pero no tiene fortuna. Su situación económica cambia al casarse con una aristócrata, Jacinta Martínez Sicilia, que también le sitúa en los estratos más altos de la sociedad. Cuando se inicia la Primera Guerra Carlista, Espartero se une a los liberales. Su objetivo es convertirse en comandante de los ejércitos del norte, cargo al que llega en 1836, nombrado por Mendizábal, tras demostrar su valía en Luchana. Entonces goza de un título nobiliario propio: Conde de Luchana. A partir de entonces, María Cristina está tutelada en temas de guerra por Espartero, situación que se refuerza cuando se firma la Paz de Vergara en 1839. Este éxito le da otro título nobiliario: duque de la Victoria.
En 1840, es puesto en el trono por el partido progresista como nuevo regente hasta 1843. Desde 1854 a 1856, es presidente del gobierno del Bienio Progresista. En los años 60 del siglo XIX está retirado de la política, y tras el destronamiento de Isabel II a finales de la década un sector de los liberales le ofrece ser rey de España, cargo que no acepta. Amadeo le otorga el título de Príncipe de Vergara, con tratamiento de Alteza Real.
Dentro de la regencia se distinguen dos fases: el proceso de formación y el desarrollo de la regencia. En el proceso de formación hay que destacar que tras la expulsión de María Cristina se plantea una discusión entre dos posibles regencias. Unos proponen una regencia unitaria y otros una regencia de tres personas. Se puede decir que los unitarios son los progresistas más conservadores y los trinitarios los más radicales, que quieren debilitar el poder de la jefatura de Estado. Los trinitarios son mayoría en las Cortes, pero la votación final es entre Congreso y Senado, más conservador. Espartero debe su regencia a los senadores moderados.

### Desarrollo de la regencia de Espartero
Ya establecido como regente en 1841, Espartero retoma las reformas pendientes desde 1837. En primer lugar, sigue con la desamortización, que afectaría al clero secular. Dentro de esta desamortización, además de nacionalizar bienes de la Iglesia, también nacionaliza impuestos de la Iglesia, como el diezmo. Esto supone un enfrentamiento directo con la Iglesia, una ruptura diplomática entre Roma y España (el papa es Gregorio XVI) y el aislamiento de Espartero en Europa respecto a las potencias más conservadoras, pues solo es apoyado por Inglaterra.
La segunda reforma de Espartero es la Cuestión Foral. Se hace un Decreto de Ley, llamado Ley de centralización administrativa, que conlleva la eliminación de los fueros, lo que causa un conflicto con los carlistas, que habían firmado la Paz de Vergara con la condición de mantener los Fueros, y también provoca el inicio de una conspiración de los militares moderados, aliados con carlistas.
Las reformas de Espartero desembocan en un conflicto continuo entre 1842 y 1843. Espartero debe hacer frente a tres líneas de oposición:

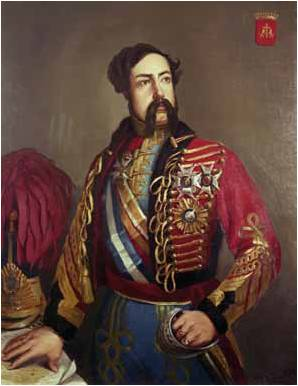
Diego de León y Navarrete.

- Las conspiraciones moderadas, con el apoyo de María Cristina, que originan un levantamiento en octubre de 1841 que pretendía ser simultáneo en País Vasco y Madrid, donde Diego de León tiene que llegar al palacio real, secuestrar a la princesa Isabel y llevarla al País Vasco. El plan no funciona, porque Diego de León fracasa y además es condenado a muerte, con lo que Espartero incumple la regla de no fusilar a generales. Los intentos de sublevación de los moderados no acaban, pero siguen fracasando hasta 1843. Los artífices son el general Leopoldo O'Donnell, presidente de la Orden Militar Española, subvencionada por María Cristina; y el general Narváez, que era el cerebro de las operaciones. A finales de 1841 y principios de 1842 se producen en Barcelona alzamientos juntistas, como consecuencia de un acuerdo comercial librecambista entre España e Inglaterra que era perjudicial para la industria textil catalana. Son alzamientos de carácter democrático y republicano que reivindicaban una sociedad de clases. Estos alzamientos no son controlados por el gobierno y se dan situaciones de anarquía en Barcelona. Espartero establece el estado de sitio y bombardea la ciudad en 1842. El bombardeo supone una caída en la popularidad de Espartero.
- Espartero también encuentra oposición en su propio partido, una oposición liderada por los miembros civiles del progresismo. Son grupos muy personalistas entre los que destacan las facciones de Manuel Cortina, Salustiano Olózaga, y el grupo más fuerte, los progresistas puros y trinitarios, encabezados por Joaquín María López y Fermín Caballero. Esta oposición merma la popularidad de Espartero mediante las críticas en la prensa. Acusaban a Espartero de anglófilo, autoritario y usurpador del trono, alegando que Espartero quería llegar a ser rey.

El desgaste de estas líneas de oposición tiene su fruto en mayo de 1842, cuando se produce una moción de censura que acaba con el gobierno «esparterista» de Antonio González. En 1843 acaba finalmente la regencia de Espartero, pues tras la moción de censura sube al poder Joaquín María López, que intenta llevar a cabo una reforma constitucional que daría lugar a una monarquía parlamentaria. Espartero no admite esta reforma y Joaquín María López dimite, y en verano de 1843 se da un alzamiento militar contra Espartero en el que se unen los líderes civiles progresistas, los moderados y los carlistas. El gran favorecido del alzamiento es el general Narváez, convertido en Capitán General de Madrid y que llegaría a jefe de gobierno.
Lo primero que hacen los moderados es convocar elecciones, en las que ganan. Dichas Cortes declaran mayor de edad con 13 años a la princesa Isabel, que empieza su reinado personal.

### La asunción de la regencia
Espartero para llegar al poder se apoyó en las «juntas revolucionarias» de la «revolución de 1840», pero la vía concreta que se adoptó —que la Junta de Madrid diera unilateralmente a Espartero la facultad de formar gobierno— dividió a los progresistas porque un sector de ellos había pedido que se formara una Junta Central con representantes de las juntas provinciales que fuera la que acordara cómo se organizaría el gobierno. Una vez formado el gobierno de Espartero, los antiguos defensores de la formación de una Junta Central, llamados por ello «centralistas», defendieron que la Regencia estuviera formada por tres personas —por lo que también fueron conocidos como «trinitarios»— para así restar poder a Espartero, frente a los que defendían que fuera una sola persona, el general Espartero —por lo que también fueron conocidos como «unitarios».
Así pues, en realidad, Espartero no ejerció oficialmente la regencia hasta el 8 de mayo de 1841, por acuerdo de las Cortes, con el apoyo de los «unitarios», la fracción progresista encabezada por Joaquín María López. Con anterioridad, la regencia había sido desempeñada por el Gobierno en pleno, reunido en Consejo de Ministros, tal y como determinaba la Constitución. Hasta esa fecha, la regencia tuvo carácter provisional. La división de los progresistas entre «unitarios» y «trinitarios», según prefiriesen que la regencia estuviese en manos de una o tres personas, tenía un sentido político más allá de las meras fórmulas legales. El grupo de los «trinitarios» estaba constituido por liberales recelosos de la autoridad que se le conferiría a Espartero si se le otorgaba en exclusiva la regencia.

### Los problemas de gobierno

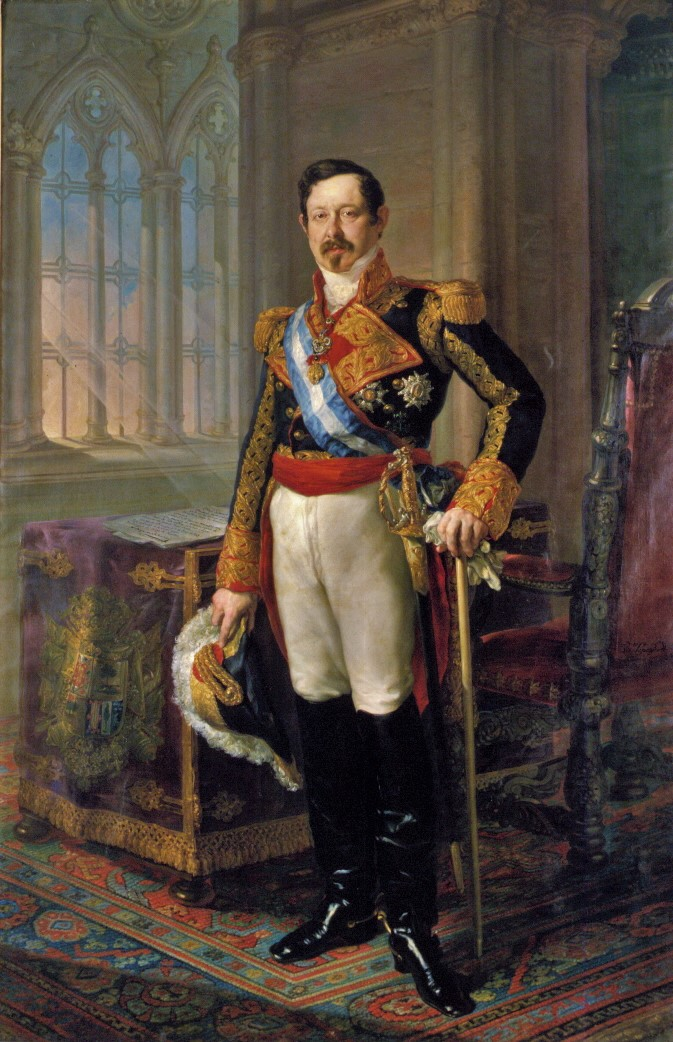
Ramón María Narváez, primer duque de Valencia. Vicente López Portaña. (Museo de Bellas Artes de Valencia).

La división de los progresistas se trasladó a las Cortes que se constituyeron tras las elecciones de febrero de 1841 pues allí estaban representados los progresistas «radicales» encabezados por Joaquín María López y los «templados» dirigidos por Salustiano de Olózaga y Manuel Cortina, que entre ambos tenían la mayoría en el Congreso de los Diputados, frente a los diputados claramente vinculados al regente, los «esparteristas». Para contrarrestar la posible oposición progresista en la Cámara baja, Espartero llenó de «esparteristas» el Senado, utilizando los poderes que le confería a la Corona la Constitución de 1837. Asimismo Espartero se rodeó de militares más afectos a su persona que a la causa liberal, lo que propició la contestación de algunos sectores que veían en la actitud del general más un proyecto de dictadura militar que de construcción del régimen liberal.
La Regencia de Espartero contó con la oposición de los moderados, encabezados por O'Donnell y Narváez. Ante la imposibilidad de éstos de acceder al poder mediante sufragio, optaron por la vía expeditiva de los pronunciamientos militares, para lo cual contaron con la ayuda de la anterior regente, María Cristina, exiliada en París. Los pronunciamientos se sucedieron desde octubre de 1841, cuando O'Donnell se alzó en Pamplona y otros generales en Zaragoza y el País Vasco, al tiempo que se producían sublevaciones civiles de carácter republicano, la mayoría de ellas en las grandes ciudades.
Las intentonas militares no eran consideradas como auténticos golpes de estado sino como una forma de extender la actividad política en una sociedad ajena a las intrigas del poder. En todos los casos, se recibía un apoyo civil puntual, en zonas concretas, pero jamás se aplicó una depuración de las responsabilidades por parte del gobierno. No obstante, algunas sublevaciones se saldaron con el fusilamiento de sus cabecillas, como fue el caso de los moderados Montes de Oca y Borso de Carminati.
Desde julio de 1842, Espartero ejerció un poder más autoritario. Ante la oposición de las Cortes, optó por disolverlas. En Barcelona se produjo una sublevación cívica por la política algodonera en la que se enfrentaban los librecambistas y los proteccionistas, con el asalto a la ciudadela. Los militares abandonaron la mayoría de los puestos de la ciudad y debieron refugiarse en el Castillo de Montjuích, desde donde se bombardeó la ciudad el 3 de diciembre.
Mientras, durante todo este periodo, en Palacio reinaba una serie de conjuras internas por la educación de la joven reina, para quien Espartero había nombrado nuevos preceptores: Argüelles y la condesa de Espoz y Mina —primero aya y luego camarera real—, que se enfrentaron a las personalidades que seguían en contacto con la Regente, como fue el caso de la marquesa de Santa Cruz o Inés de Blake.

### El fin de la regencia de Espartero

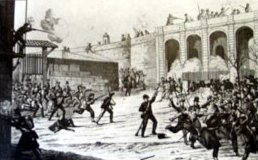
Revueltas contra Espartero en Barcelona que provocaron el bombardeo de la ciudad.

Tras el bombardeo de Barcelona en 1842, la oposición al regente fue a más, incluso dentro de sus propias filas como antiguos compañeros de armas y el propio Joaquín María López.
Después de las elecciones de marzo de 1843 Espartero intentó conciliarse con los progresistas y propuso a los líderes del sector «templado» Olózaga y Cortina que formaran gobierno y cuando éstos se negaron se lo propuso al líder de los progresistas «radicales» Joaquín María López. Pero este, que no consiguió incluir entre sus ministros ni a Olózaga ni a Cortina, presentó un programa de gobierno que incluía la declaración de mayoría de edad de Isabel II —aunque solo tenía doce años—, lo que significaba poner fin a la Regencia de Espartero, y la «reconciliación nacional», que incluía una amnistía por delitos políticos.
El gobierno de Joaquín María López, que se había constituido el 9 de mayo, duró solo diez días. Al mismo tiempo, los generales afines a los moderados O'Donnell y Narváez se habían hecho con el control de buena parte del ejército desde su exilio. En Andalucía, moderados y liberales se conjuraron para derribar el régimen pronunciándose en su contra. Narváez se alzó en armas, junto a otros, el 11 de junio. Cuando ambos bandos se encontraron en Torrejón de Ardoz el 22 de julio, Espartero ya había perdido el poder, pues la sublevación se había extendido a Cataluña, Galicia, Valencia y Zaragoza. Espartero huyó a Cádiz y se embarcó en el crucero británico Meteor, rumbo a Londres.

## La mayoría de edad de IsabelII y el inicio de la década moderada

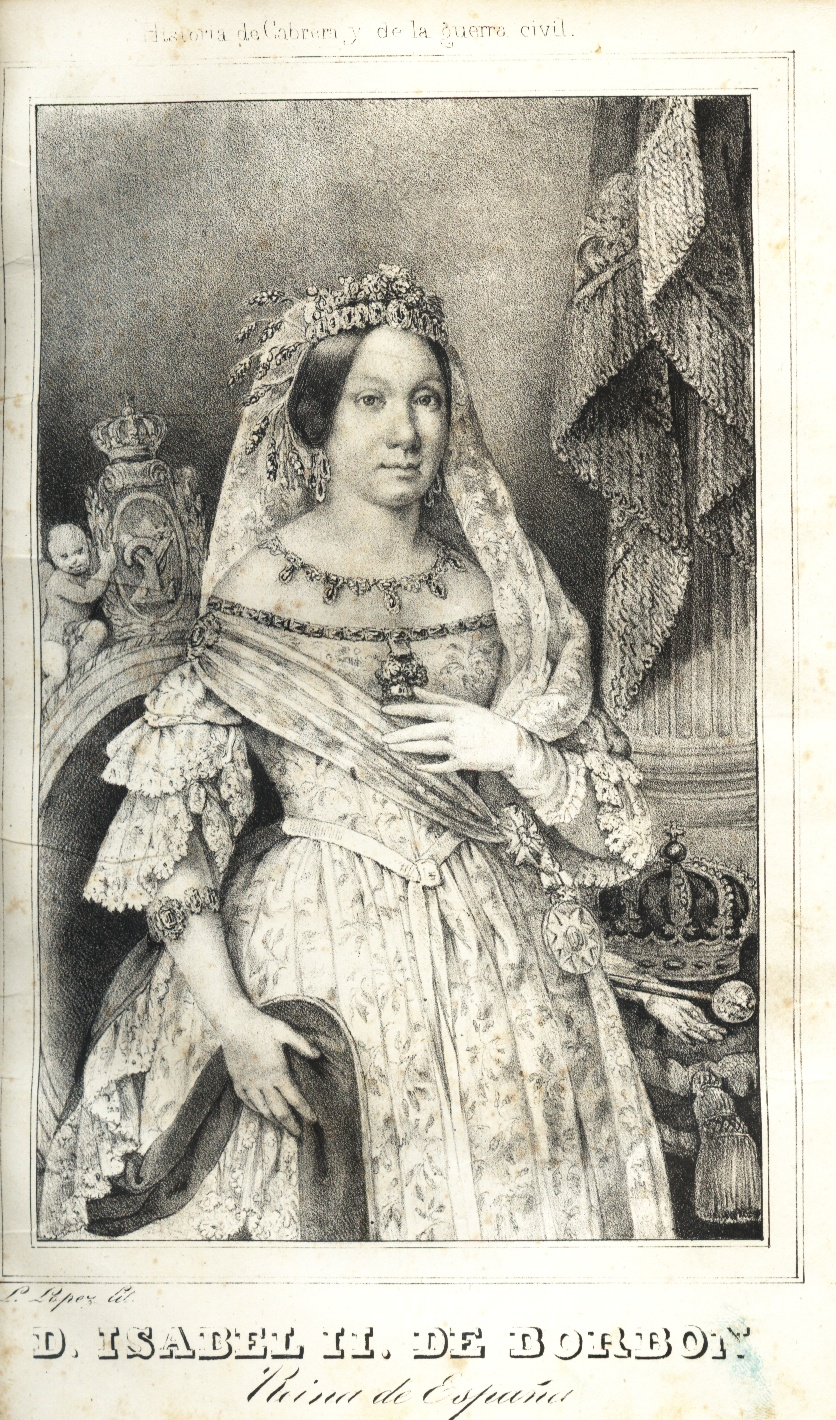
Isabel II a la edad de 15 años

El exilio de Espartero produjo un vacío político. Joaquín María López fue restituido por las Cortes en el puesto de Jefe de Gobierno el 23 de julio y para acabar con el Senado donde los «esparteristas» tenían las mayoría lo disolvió y convocó elecciones para renovarlo totalmente —lo que violaba el artículo 19 de la Constitución de 1837 que solamente permitía hacerlo con un tercio del mismo—. Asimismo, nombró el Ayuntamiento y la Diputación de Madrid —lo que también suponía violar la Constitución— para evitar que en unas elecciones los «esparteristas» pudieran copar ambas instituciones —López lo justificó así: «cuando se pelea por la existencia, el principio de conservación es el que descuella sobre todos: se hace lo que con el enfermo a quien se amputa para que viva»—.
En septiembre de 1843, se celebraron elecciones a Cortes en las que progresistas y moderados se presentaron en coalición en lo que se llamó «partido parlamentario», pero los moderados obtuvieron más escaños que los progresistas, que además seguían divididos entre «templados» y «radicales» por lo que carecían de un único liderazgo. Las Cortes aprobaron que Isabell II sería proclamada mayor de edad anticipadamente en cuanto cumpliera al mes siguiente los 13 años de edad. El 10 de noviembre de 1843 juró la Constitución y a continuación siguiendo los usos parlamentarios el gobierno de José María López dimitió. El encargo de formar gobierno lo recibió Salustiano de Olózaga, el líder del sector «templado» del progresismo.

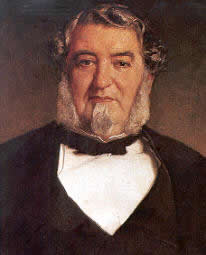
Retrato de Salustiano de Olózaga, óleo de Antonio Gisbert Pérez en 1872, Congreso de los Diputados.

El primer revés que sufrió el nuevo gobierno fue que su candidato a presidir el Congreso de Diputados, el anterior primer ministro Joaquín María López, fue derrotado por el candidato del Partido Moderado Pedro José Pidal, que no solo recibió los votos de su partido sino los del sector «radical» de los progresistas encabezado en aquel momento por Pascual Madoz y Fermín Caballero, a los que se sumó el «templado» Manuel Cortina. Cuando se presentó la segunda dificultad, sacar adelante la Ley de Ayuntamientos, Olózaga recurrió a la reina para que disolviera las Cortes y convocara nuevas elecciones que le proporcionaran una Cámara adicta, en vez de presentar la dimisión al haber perdido la confianza de las Cortes. Fue entonces cuando se produjo el «incidente Olózaga» que conmocionó la vida política ya que el presidente del gobierno fue acusado por los moderados de haber forzado a la reina a firmar los decretos de disolución y convocatoria de Cortes. Olózaga a pesar de proclamar su inocencia no tuvo más remedio que dimitir y el nuevo presidente fue el moderado Luis González Bravo que convocó elecciones para enero de 1844 con el acuerdo de los progresistas, a pesar de que el gobierno nada más llegar al poder a principios de diciembre había vuelto a poner en vigor la Ley de Ayuntamientos de 1840 —que había dado lugar a la progresista «revolución de 1840» que terminó con la regencia de María Cristina y la asunción de la misma por el general Espartero.
Las elecciones de enero de 1844 fueron ganadas por los moderados, lo que provocó levantamientos progresistas en varias provincias en febrero y marzo denunciando la influencia del gobierno en las mismas. Así los líderes progresistas Cortina, Madoz y Caballero fueron encarcelados durante seis meses —Olózaga no fue detenido porque se encontraba en Lisboa, y Joaquín María López permaneció escondido hasta que sus compañeros salieron de prisión—. En mayo, el general Narváez asumió la presidencia del gobierno, inaugurando la llamada Década moderada (1844-1854), diez años en los que el Partido Moderado detentó en exclusiva el poder gracias al apoyo de la Corona, sin que los progresistas tuvieran la más mínima oportunidad para acceder al gobierno.